# Neil Pearson
Neil Joshua Pearson (Londen, 27 april 1959) is een Brits acteur.

## Biografie
Pearson werd geboren in Londen en groeide op in de wijk Battersea. Hij doorliep de middelbare school aan de Woolverstone Hall School in Ipswich, hier begon hij met acteren. Van 1976 tot en met 1980 studeerde hij aan de Central School of Speech and Drama in Londen. 
Pearson begon in 1982 met acteren in de film Oi for England, waarna hij nog meerdere rollen speelde in films en televisieseries. Hij is onder andere bekend van Between the Lines (1992-1995), Bridget Jones's Diary (2001), Bridget Jones: The Edge of Reason (2004), Drop the Dead Donkey (1990-1998) en Bridget Jones's Baby (2016). In 1994 werd hij voor zijn rol in Between the Lines genomineerd voor een BAFTA Award in de categorie Beste Acteur. Naast het acteren voor televisie is hij ook actief in lokale theaters. 

## Filmografie

### Films
Uitgezonderd korte films.
- 2017: In Extremis - als dokter
- 2016: Bridget Jones's Baby - als Richard Finch
- 2016: ID2: Shadwell Army - als Dave
- 2010: On Expenses - als Hugh Tomlinson
- 2007: Frankenstein - als professor Waldman
- 2007: Clapham Junction - als Frank Winterton
- 2006: Hogfather - als Quoth de raaf (stem)
- 2006: The Kindness of Strangers - als Joe Farrelly
- 2006: The Booze Cruise III: The Scattering - als Rob
- 2005: The Booze Cruise II: The Treasure Hunt - als Rob
- 2004: Bridget Jones: The Edge of Reason - als Richard Finch
- 2003: The Booze Cruise - als Rob
- 2001: A Lump in My Throat - als John Diamond
- 2001: Trance - als Brendan
- 2001: The Whistle-Blower - als Dominic Tracey
- 2001: Bridget Jones's Diary - als Richard Finch
- 1999: The Mystery of Men - als Julian Wyatt
- 1999: Bostock's Cup - als Gerry Tudor
- 1998: Heaven on Earth - als Richard Bennett
- 1997: Fever Pitch - als vader van Paul
- 1993: The Secret Rapture - als Patrick Steadman
- 1991: Amnesty International's Big 30 - als Dave Charnley
- 1988: The Bell-Run - als Joe Glover
- 1987: Up Line - als Nik Targett
- 1983: Submariners - als 'Cock' Roach
- 1983: Privates on Parade - als pianist
- 1982: Oi for England - als Napper

### Televisieseries
Uitgezonderd eenmalige gastrollen.
- 2022 Chelmsford 123: The Revival - als Mungo  - 4 afl.
- 2014-2016: In the Club - als Jonathan - 6 afl.
- 2014-2015: Waterloo Road - als Vaughan Fitzgerald - 20 afl.
- 2012: Monroe - als Alistair Gillespie - 6 afl.
- 2009: All the Small Things - als Michael Caddick - 6 afl.
- 2006: The State Within - als Phil Lonsdale - 6 afl.
- 2003: Trevor's World of Sport - als Trevor Heslop - 7 afl.
- 2000: Dirty Work - als Leo Beckett - 6 afll.
- 1990-1998: Drop the Dead Donkey - als Dave Charnley - 65 afl.
- 1996: Rhodes - als dr. Leander Starr Jameson - 7 afl.
- 1992-1994: Between the Lines - als Tony Clark - 35 afl.
- 1989-1992: That's Love - als Gary - 15 afl.
- 1988-1990: Chelmsford 123 - als Mungo - 13 afl.
- 1987: Intimate Contact - als Morrie - 4 afl.
- 1985: Drummonds - als Andy Sykes - 5 afl.

- Biblioteca Nacional de España: XX1287598
- Bibliothèque nationale de France: cb140667172 (data)
- Gemeinsame Normdatei: 1060404079
- International Standard Name Identifier: 0000 0000 5935 7224
- Library of Congress Control Number: nr99006358
- Nationale Bibliotheek van Israël: 987007323364105171
- Nederlandse Thesaurus van Auteursnamen: 305148036
- Système universitaire de documentation: 124189636
- Virtual International Authority File: 27272105
- WorldCat: E39PBJpPCkb8V3dBHrbJB6cgKd